# Frederick Crews
Pour les articles homonymes, voir Crews.
Frederick Campbell Crews (né le 20 février 1933 à Philadelphie (Pennsylvanie) et mort le 21 juin 2024 à Oakland (Californie)) est un professeur émérite d'anglais de l'université de Californie (Berkeley) et écrivain américain.

## Biographie

### Carrière universitaire
Frederick Crews est undergraduate de Yale et a soutenu son doctorat à Princeton en 1958. Retraité en 1994, il a été nommé professeur émérite de l'université de Californie en 2009.

## Axes de travail et de recherche
Frederick Crews a aussi publié des méthodes d'anglais, des livres, des essais rationalistes et sceptiques, ainsi que des recensés pour The New York Review of Books, sur de nombreux sujets incluant Sigmund Freud et les « thérapies de la mémoire retrouvée ».